# 陰陽師

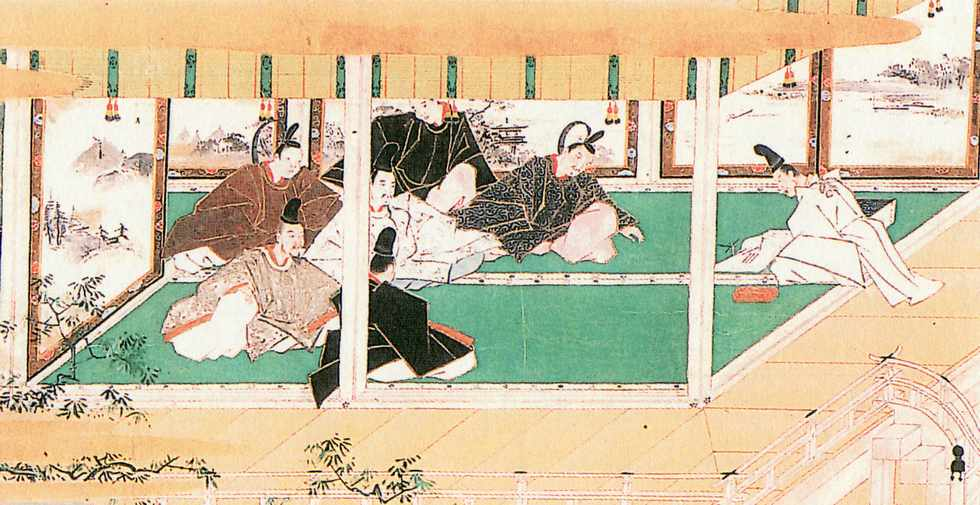
江户时代初期的奈良绘本《玉藻前》，描述了一位阴阳师利用算筹占卜的画面。（藏于京都大学附属图书馆）

阴阳师（日语：／ Onmyōji *）是从中国传入日本古代在律令制管理下中务省的阴阳寮内所属的官职之一，他们是利用以阴阳五行为基础的阴阳道进行占卜和堪舆的技官。后来这些官员所掌握的占卜方术超越了原本的法律限制，因而阴阳师指的是隶属于阴阳寮而负责祭祀仪式的人。
此外，在中世以后，日本民间也出现了类似阴阳师这种职业的非官方人员。在某些情况下，这些非官方的阴阳师也被称之为“声闻师”，这和另外一种声闻师的职业重名了。
在中世和近世之后，民间也将那种负责祈祷和占卜的人称呼为“阴阳师”， 尽管这些人看起来更像是宗教人士。

## 仪式概况
由于阴阳师所处年代本身就具有多样化，因而阴阳师的仪式并没有统一的范例。同时，其他宗教对于阴阳师的仪式也有非常大的影响，但具体的影响关系尚处于研究阶段，目前尚无确定的结论。据说所谓的“咒禁道”在阴阳师发展的初期具有非常强烈的影响力，“延喜式”、“阴阳寮式”则是历史文献中有官方记录的祭祀仪式。根据祭祀对象的不同，阴阳师的祭祀仪式还有傩祭（针对节分日或驱鬼）、庭火灶神祭、御本命祭、三元祭等种类。其中，傩祭是由阴阳师在祭坛上诵读祭文。祭文的前半部分由文言文组成，而后半部分则由宣命书组成。另外，根据中世成书的《文肝抄》对阴阳道祭典的简要记述，阴阳师的祭祀规模分为大、中、小三个等级，视具体的使用环境而定。
谈及阴阳师最典型的祭典就是针对主管人们性命泰山府君的泰山府君祭和天皇即位时的天曹地府祭。《文肝抄》中记载的其他祭典还有五帝四海神祭、北极玄宫祭、三万六千神祭、七十二星镇祭、西岳真人祭、大将军祭、河临祭、灵气道断祭、招魂祭等，其中还有几篇祭文流传了下来。

### 阴阳师所用道具及咒法等
九字
一种据说是阴阳道使用的咒法。一般情况下，九字指的是“临兵鬥者皆阵列前行”九个汉字和与之相配合的四纵五横和九种手印。现在所知的“九字”最早见于葛洪所著《抱朴子》中的“登涉篇”，但是九字末尾是“前行”传入日本后被误作“在前”；九字在书中亦被称之为“六甲秘祝”。咒文和四纵五横被认为是出自概述，但是手印却被认为是单独形成。应当指出的是，四纵五横在道教经典中一直存在，但是结印却没有出现过。因此对应的结印可能是在九字传入日本之后，受到佛教密宗和修验道的影响而形成的。
此外，阴阳道的四纵五横在镰仓时代有关阴阳道反闭仪式被记载为“青龙、白虎、朱雀、玄武、空陈、南寿、北斗、三体、玉女”。根据现有文献记载，四纵五横可以用于身体抱恙或遇到困难时使用。
急急如律令
六壬式盤
渾天儀
咒符・靈符
太上秘法鎮宅靈符
人形
式神
身固
禹步
反閉
五行占靈
泰山府君祭・刀禁咒・淨心咒・淨身咒・淨天地咒

## 延伸阅读
- 遠藤克己『近世陰陽道史の研究』新人物往来社、1994年 ISBN 4404021569

- 小坂眞二『安倍晴明撰「占事略決」と陰陽道』汲古書院、2004年 ISBN 4762941670

- 斎藤励『王朝時代の陰陽道』（歴史学叢書別冊）、名著刊行会、2007年 ISBN 4839003300

- 繁田信一『陰陽師』中公新書、2006年 ISBN 4121018443

- 繁田信一『平安貴族と陰陽師』吉川弘文館、2005年（平成17年）ISBN 4642079424

- 晴明神社編『安倍晴明公』講談社、2002年 ISBN 4062109832

- 高橋圭也『現代・陰陽師入門』朝日ソノラマ、2000年 ISBN 4257035846

- 中村璋八『日本陰陽道書の研究（増補版）』汲古書院、2000年 ISBN 4762931306

- 林淳,小池淳編『陰陽道の講義』嵯峨野書院、2002年 ISBN 4782303610

- 林淳『近世陰陽道の研究』吉川弘文館、2005年（平成17年）ISBN 4642034072

- 村山修一編『日本陰陽道史総説』塙書房、昭和56年 ISBN 4827310572

- 村山修一編『陰陽道叢書(Ⅰ)〜(Ⅳ)』名著出版、平成3年-5年 ISBN 4626014259,ISBN 4626014550,ISBN 4626014445,ISBN 4626014569

- 山下克明『平安時代の宗教文化と陰陽道』岩田書院、1996年（平成8年）ISBN 4900697656

- 鈴木一馨『陰陽道―呪術と鬼神の世界』講談社選書メチエ、2002年 ISBN 9784062582445